# پائنس
پائنس (به هلندی: Paesens) یک منطقهٔ مسکونی در هلند است که در دونگرادیل واقع شده‌است. پائنس ۲۴۲ نفر جمعیت دارد.